# BMW Sauber F1.06
Der BMW Sauber F1.06 war der Formel-1-Rennwagen von BMW Sauber für die Saison 2006 und das erste Fahrzeug des BMW-Werksteams nach dem Einstieg bei Sauber Anfang des Jahres.

## Technik und Entwicklung
Der F1.06 war eine Weiterentwicklung des Vorjahreswagens Sauber C24 und entstand im Gegensatz zu den Nachfolgern noch unter technischer Schirmherrschaft von Sauber Motorsport – BMW übernahm erst im Januar 2006 die Mehrheit am Schweizer Hersteller, als die Fahrzeugentwicklung bereits im Gange war und übte daher auch erst mit dem BMW Sauber F1.07 maßgeblichen Einfluss auf das Fahrzeugdesign aus. Der F1.06 wurde unter Führung des technischen Direktors Willy Rampf um Chefdesigner Christoph Zimmermann und Chefaerodynamiker Seamus Mullarkey entwickelt. Das Engagement von BMW hob das Entwicklungsbudget stark an, wodurch den Fahrern praktisch vor jedem Rennen neue Fahrzeugupgrades zur Verfügung gestellt werden konnten.
Die Verträge mit Reifenhersteller Michelin und dem Treibstofflieferanten Petronas wurden für die Saison 2006 verlängert. Bedingt durch die Übernahme des Teams durch BMW endete die seit 1997 andauernde Ära der Ferrari-Kundenmotoren, die unter dem Namen des Hauptsponsors Petronas eingesetzt wurden. Der neue BMW-Motor BMW P86 wurde ausschließlich von BMW Sauber eingesetzt und entwickelte um die 760 PS bei 19.500 Umdrehungen pro Minute. Weitere technische Komponenten wie das 7-Gang-Getriebe wurden vom Team selbst entwickelt.

## Lackierung und Sponsoring
Zur Saison 2006 verschwand das traditionelle, dunkelblaue Erscheinungsbild der Sauber-Fahrzeuge aus der Formel 1. Die Fahrzeuge erschienen nun in einer weißen Lackierung mit blau-roten Akzenten im Corporate Design von BMW, bei der teilweise Designelemente der Williams-Vorjahresfahrzeuge übernommen wurden, auf die BMW vorher Werkseinfluss ausgeübt hatte. Die Verträge mit den Hauptsponsoren Credit Suisse und Petronas wurden verlängert, neu dazu kam Intel.
Als kleinere Sponsoren warben unter anderem Dell Inc., O2 und Syntium.

## Fahrer und Saisonverlauf
Für die Saison 2006 wurde der von BMW geförderte Nick Heidfeld aus seinem Vertrag mit Williams freigekauft, um im neuen Werksauftritt des deutschen Unternehmens den Posten des ersten Fahrers zu übernehmen. Er trat mit der Startnummer 16 an. Als Teamkollege und zweiter Fahrer verblieb der Ex-Formel-1-Weltmeister Jacques Villeneuve im Team – er fuhr den Wagen mit der Startnummer 17. Als dritte Fahrer wurden Robert Kubica und Sebastian Vettel engagiert. Als Testfahrer wurde zeitweise der Sieger der Formel-BMW-Weltserie 2006 Marco Holzer eingesetzt.
Der F1.06 erwies sich als deutlich konkurrenzfähiger als zunächst erwartet und konnte regelmäßig um Punkteplatzierungen mitkämpfen. Die besten Saisonplatzierungen waren zwei dritte Plätze, einer durch Heidfeld in Ungarn, der andere durch Kubica in Italien. Der Pole hatte nach zunehmenden Spannungen zwischen dem Team und Villeneuve nach dem Großen Preis von Deutschland das Cockpit neben Heidfeld zunächst testweise übernommen, wurde dann jedoch zum Großen Preis von Ungarn offiziell fest verpflichtet, während der Vertrag mit Villeneuve aufgelöst wurde.
Am Ende der Saison belegte BMW Sauber mit 36 Gesamtpunkten den fünften Platz in der Konstrukteurswertung. In der Fahrerwertung erreichte Heidfeld mit 23 Punkten den neunten Platz, während Villeneuve mit 7 Punkten als Fünfzehnter und Kubica mit 6 Punkten als Sechzehnter gewertet wurden. Bei seinem ersten Grand Prix wurde Kubica disqualifiziert, da sein Wagen nach dem Rennen das Minimalgewicht um zwei Kilo unterschritt. Zur Saison 2007 wurden die Verträge mit beiden Fahrern verlängert – Villeneuve dagegen verließ die Formel 1 endgültig in Richtung NASCAR Nextel Cup.

## Ergebnisse
| Fahrer                          | Nr.                             | 1   | 2   | 3 | 4  | 5  | 6  | 7  | 8 | 9   | 10  | 11 | 12  | 13  | 14 | 15 | 16 | 17 | 18  | Punkte | Rang |
| ------------------------------- | ------------------------------- | --- | --- | - | -- | -- | -- | -- | - | --- | --- | -- | --- | --- | -- | -- | -- | -- | --- | ------ | ---- |
| Formel-1-Weltmeisterschaft 2006 | Formel-1-Weltmeisterschaft 2006 |     |     |   |    |    |    |    |   |     |     |    |     |     |    |    |    |    |     | 36     | 5.   |
| Nick Heidfeld                   | 16                              | 12  | DNF | 4 | 13 | 10 | 8  | 7  | 7 | 7   | DNF | 8  | DNF | 3   | 14 | 8  | 7  | 8  | 17* | 36     | 5.   |
| Jacques Villeneuve              | 17                              | DNF | 7   | 6 | 12 | 8  | 12 | 14 | 8 | DNF | DNF | 11 | DNF |     |    |    |    |    |     | 36     | 5.   |
| Robert Kubica                   | 17                              |     |     |   |    |    |    |    |   |     |     |    |     | DSQ | 12 | 3  | 13 | 9  | 9   | 36     | 5.   |

| Legende  | Legende            | Legende                                                          |
| Farbe    | Abkürzung          | Bedeutung                                                        |
| -------- | ------------------ | ---------------------------------------------------------------- |
| Gold     | –                  | Sieg                                                             |
| Silber   | –                  | 2. Platz                                                         |
| Bronze   | –                  | 3. Platz                                                         |
| Grün     | –                  | Platzierung in den Punkten                                       |
| Blau     | –                  | Klassifiziert außerhalb der Punkteränge                          |
| Violett  | DNF                | Rennen nicht beendet (did not finish)                            |
| Violett  | NC                 | nicht klassifiziert (not classified)                             |
| Rot      | DNQ                | nicht qualifiziert (did not qualify)                             |
| Rot      | DNPQ               | in Vorqualifikation gescheitert (did not pre-qualify)            |
| Schwarz  | DSQ                | disqualifiziert (disqualified)                                   |
| Weiß     | DNS                | nicht am Start (did not start)                                   |
| Weiß     | WD                 | zurückgezogen (withdrawn)                                        |
| Hellblau | PO                 | nur am Training teilgenommen (practiced only)                    |
| Hellblau | TD                 | Freitags-Testfahrer (test driver)                                |
| ohne     | DNP                | nicht am Training teilgenommen (did not practice)                |
| ohne     | INJ                | verletzt oder krank (injured)                                    |
| ohne     | EX                 | ausgeschlossen (excluded)                                        |
| ohne     | DNA                | nicht erschienen (did not arrive)                                |
| ohne     | C                  | Rennen abgesagt (cancelled)                                      |
| ohne     | keine WM-Teilnahme |                                                                  |
| sonstige | P/fett             | Pole-Position                                                    |
| sonstige | 1/2/3/4/5/6/7/8    | Punktplatzierung im Sprint-/Qualifikationsrennen                 |
| sonstige | SR/kursiv          | Schnellste Rennrunde                                             |
| sonstige | *                  | nicht im Ziel, aufgrund der zurückgelegten Distanz aber gewertet |
| sonstige | ()                 | Streichresultate                                                 |
| sonstige | unterstrichen      | Führender in der Gesamtwertung                                   |